# Kereszténység Németországban
A kereszténység Németországban a VIII. századtól kezdve honosodott meg.

## Története

### Kezdetek
A Karolingok és Ottók korában, mely 768 - 1050-ig tartott, főleg ír térítők érkeznek az országba. Nagy Károly egyesíteni akarta a kereszténység alatt a német városokat, és a műveltség kialakítására olasz tudósokat hozatott az országba. Az angolszászok szervezik meg az egyházat. Ekkor jönnek létre az alábbi kolostorok: Corvey, Freising, Fulda, Milstadt, Melk, Mondsee, Murbach, Reichenau, Sankt Gallen, Weissenberg. A pogány költészet helyét mindinkább a keresztény költészet vette át.
A 13. században a németországi kereszténységet a külpolitika határozta meg. II. Frigyes német-római császár fel akarta számolni a pápaságot. A pápa erre kiközösítette. A pápaság végül Lyon városába rendezkedett be, ahol megtartották az Első lyoni zsinatot, ahol a császárt újra kiközösítették. 1257-től egyházi választófejedelemségek is működtek Mainzban, Kölnben és Trierben.
- 1517-ben Luther Márton kiszegezett egy 95 pontból álló szöveget a wittenbergi vártemplom kapujára, melyben kritikát gyakorolt a katolikus egyházra. Ezt az eseményt tekintik a reformáció kezdetének és ezt ünneplik minden évben október 31-én. Luther nézetei két hét alatt ismertté váltak Németországban. Luther célja a római katolikus egyház megreformálása volt, azonban egyházszakadáshoz vezetett és létrejött az Evangélikus egyház.

### Napjainkban
Bár a 21. század elején német pápát választanak XVI. Benedek pápa személyében, azonban a német kereszténység visszaszorulóban van. A hívők reformokat követeltek. Az egyház nézzen szembe a problémákkal. Legyen női papság, töröljék el a cölibátust. További megoldásra váró feladat a bevándorlók létszámának csökkentése, az iszlám erősödése. Illetve a multikulturális hatások, amelyek nap mint nap érik a német társadalmat és a papságot is. Evvel kapcsolatban visszatetsző, demoralizáló a hívők számára az egyházon belüli szexuális és testi erőszak. Tovább gyengítik egyesek nézetei, hogy a kereszténység, vagy általában a vallás szervezete nem kellene erős helyzetet képviselnie az országban. Hanem pusztán személyes ügy maradna. Evvel kapcsolatban Christian Lindner (FDP) a német liberális párt vezére úgy gondolja hogy "két dolog veti vissza alapvetően a német társadalmat a vallás védelme és a multikulturális naivitás". A német államfő Angela Merkel úgy nyilatkozott, hogy a multikulturális felfogás teljes kudarcra vezet, és minden bizonnyal Európának javára válna több, valódi keresztény. Átlagosan tízezer német katolikus hívő hagyja el az egyházat, 2010-ben kiemelkedő volt ez a csökkenő tendencia.

### Egyház és állam
Német történelem során sok esetben aggasztó méretű történeteket találhatunk az egyház és az állam viszonyában. Sokszor vetődik fel, hogy az állam egyedül, és kizárólagosan akarja a német fiatalságot nevelni.
20. század
Hitler elvetette (1933) "a túlvilági Istent", a vallásról mint hazugságról beszél, helyette fajelméletében kiemeli a "hős" harcias északi embert.
- 1931-ben a katolikus német püspökök körlevélben mondták ki, a nemzet szocializmus és a katolikus hit összeegyezhetetlen, és híveinek megtiltotta, hogy részt vegyenek ilyen jellegű mozgalmakban. Ezért Hitler a Szentszékhez fordult 1933-ban, javasolta, hogy maradjanak meg az iskolák a felekezeteknek, de cserébe követelte, hogy a papság maradjon távol a politikától. Az egyezményt július 20-án aláírták. Az eseményt úgy tálalta az állami német sajtó (Wölkischer Beobachter), hogy a konkordátum tulajdonképpen a nácizmus a Szentszék általi jóváhagyása. Vatikán ezt cáfolta és leszögezték, hogy az egyezmény kizárólagos célja a német katolikusok vallásának védelme. "A katolicizmus Németországban" témakörével foglalkozott egy 1934-ben megjelenő cikk, amelyben az elemző Meszlényi Sándor (Salzburg) arról tudósított, hogy a hitlerizmus nagyon sok ponton a katolikus egyház ellen fordult, és szakított vele. Az állam háborús céljaira kereste a fiatalságot, amelyben a katolikus hit csak akadályként jelentkezett. Jó példa erre az a kérdőív, melyet érettséginél, állás betöltésénél kellett kitölteni: "Miért nem lépett ki a katolikus egyesületből?" A hívők közösen kitalált felelete az volt, hogy "mert egyszer hűséget esküdtem, és a német férfi állja a szavát." Azonban a kívánt eredményt ez sem hozta meg.

Voltak olyan katolikusok, akik csak azért csatlakoztak a H.J. illetve az S.A. szervezetekbe, hogy ott lassan felvilágosítást indítsanak el, de spionok áldozatai lettek. Meszlényi olyan esetekről is tudósít, hogy egy pap gyűléseit gumibotokkal verték szét, illetve egy fiatalember akit szüleik kitagadtak, mert nem lépett be az S.A. szervezetbe. Ezután évről évre a katolikusok felszámolására törekedett Hitler. Joseph Goebbels utasításai szerint betiltotta a katolikus lapokat. Fokozatosan megszüntetett 15 ezer felekezeti iskolát. Feloszlatta a vallási egyesületeket, vagyonukat lefoglalta. Papok és apácák ellen deviza bűncselekményekre hivatkozva perbe fogták őket. Az Ószövetség és Pál levelei ellen támadó kritikák jelentek meg. A Szentszék hiába tiltakozott három év alatt 34 alkalommal jegyzékben. Az zsidókat menekítették a német püspökök a tengerentúlra. Az embertelenség ellen küzdő papságot a Gestapo kivégeztette.
21. század
- 2006-ban Egy négy gyermekes házaspárt pénzbüntetésre ítélt a bíróság, mert gyermekét nem volt hajlandó, a kötelező állami oktatás keretében szexuális felvilágosító órára elvinni. Miután a Wiens házaspár megtagadta a pénzbüntetés befizetését, börtönbe zárták mindkét szülőt 43-43 napra. A házaspár hivatkozott keresztény vallásukra és arra, hogy a mintegy színészi szexuális iskolai nevelés helyett, maguk szeretnék volna ezt a témát gyermeküknek elmagyarázni. Szerintük nem a gyerekek közötti molesztálás megelőzését szolgálja az ez irányú iskolai nevelés. Az ügy a strasbourgi Emberi Jogok Európai Bíróságára került.
- 2008-ban a Romeike család politikai menedékjogot kapott és kitelepült az Egyesült Államokba, mert úgy vélték keresztényellenesen tanítják gyermekeiket az állami német iskolában.[5]
- 2011 szeptember 21. Hivatalos állami látogatást tesz a pápa Berlinben, ahol az ország vezetőivel találkozva politikáról és gazdaságról is beszél. A pápa kifejti, hogy növekszik a közönyösség a vallással szemben, pedig Németország az istennel való elkötelezettség és az elkötelezett szabadságvágyának köszönheti azt amit elért.[6]
- 2017-ben egy statisztika szerint az országban 500 katolikus templomot romboltak le az ezredforduló óta.[7] A templom bezárások arányát egyik példája, hogy dél-Duisburgban tíz templomból hetet bezártak.[8]

## Fontosabb német keresztény személyek
- Luther Márton
- IX. Leó pápa
- XVI. Benedek pápa
- Szent Erzsébet Habár magyar király lánya, a németek sajátjukként tisztelik.

Német szentekből 117 személyt tartanak nyilván.

## Adatok
- 25 millió katolikus hívő (2011)
- 12,9 millió evangélikus hívő.
- 3 millió református hívő (2009)